# Врасский, Владимир Павлович
Владимир Павлович Врасский (7 сентября 1829 — 27 декабря 1862) — русский ихтиолог, сельский хозяин, заложивший основы промышленного рыбоводства в России. Построил первый рыбоводный завод в России, разработал «сухой» или «русский» способ искусственного оплодотворения и инкубации икры.

## Биография
Родился Владимир Павлович Врасский 7 сентября 1829 года в имении Никольское.
Отец — Павел Николаевич Врасский — представитель старинного дворянского рода, вышел в отставку в чине прапорщика после окончания войны 1812 года, мать — Александра Николаевна Толстая, дочь богатого Новгородского помещика Николая Яковлевича Толстого. В семье Врасских было шестеро детей: 4 дочери и 2 сына. Владимир был старшим из сыновей.
В 1851 году В. П. Врасский поступил в Дерптский (Тартуский) университет. Окончив университет, возвратился домой в село Никольское Новгородской губернии.

## Изобретение «русского» способа
В ноябре 1853 года, прочтя во французском журнале об искусственном разведении рыб и посчитав, что условия Новгородской губернии, где находилось его имение, подходят для занятиям рыбоводством, начал более детально изучать вопрос: выписал «Практическую инструкцию по рыбоводству» Коста (1853), «Искусственное рыбоводство» Фрааса, книгу Аксо «Руководство для рыбовода» (1854) и стал тщательно изучать материалы.
Зимой и весной 1854 года проводил многочисленные эксперименты. Первые опыты по искусственному осеменению икры налима и плотвы не были удачными. Дальнейшие многочисленные эксперименты с икрой ручьевой форели давали низкий процент оплодотворения. Тогда Врасский провёл ряд тщательных микроскопических исследований икры и спермы и установил, что в воде икра быстро набухает, в результате чего закрывается микропиле и сперматозоид теряет возможность проникнуть в икринку. Наблюдения над поведением сперматозоидов показали, что в воде их активность сохраняется всего 1,5-2 минуты. Врасский принял решение отказаться от «мокрого» способа оплодотворения, при котором икра и затем молоки отцеживаются в посуду, наполненную водой. Осенью 1856 года Врасский изобрёл новый «сухой» способ, при котором, в отличие от метода Якоби и Реми, икра и молоки отцеживаются по отдельности в сухую посуду, затем молоки слегка разбавляются водой и этой смесью быстро поливается икра. Новый метод Врасского давал практически 100%-ую оплодотворяемость икры. Этот метод применяется по настоящее время, часто под названием «русский» способ.
Врасский использовал зависимость скорости развития зародышей от температуры, вызывая замедление эмбрионального развития рыб понижением температуры воды. Также он установил возможность сохранения и перевозки икры и молок без воды при низкой температуре, в плотно закупоренных банках, без потери жизнеспособности в течение нескольких дней; подтвердил возможность оплодотворения икры мертвых рыб, если их держать в холоде.

## Рыбоводный завод
В 1855 году Врасский принял решение открыть рыбоводный завод и строит в своём имении первый пруд, а рядом небольшое помещение. Первый в России рыбоводный завод, названный Никольским рыборазводным заводом, заработал с осени 1856 года, функционируя и по сей день.
В дальнейшем для выращивания рыб и содержания производителей при заводе были созданы еще пруды. Арендовав окрестные озёра Валдайской возвышенности, Врасский построил более десятка прудов-сажалок, запрудив в различных местах реку Пестовку. К концу 1862 г. на Пестовке расположился каскад прудов, сохранившихся до сих пор.
Умер в возрасте 33 лет, простудившись при зимнем лове рыбы на оз. Пестово.

## Память
- В честь Владимира Врасского названа улица в посёлке Кизань в Приволжском районе Астраханской области.
- Никольский рыборазводный завод имени В. П. Врасского